# Olympische Sommerspiele 2012/Teilnehmer (Swasiland)
| Gelbes Symbol für Goldmedaillen mit stilisierten Olympischen Ringen | Graues Symbol für Silbermedaillen mit stilisierten Olympischen Ringen | Braundes Symbol für Bronzemedaillen mit stilisierten Olympischen Ringen |
| ------------------------------------------------------------------- | --------------------------------------------------------------------- | ----------------------------------------------------------------------- |
| —                                                                   | —                                                                     | —                                                                       |

Swasiland (seit 2018 Eswatini) nahm in London an den Olympischen Spielen 2012 teil. Es war die insgesamt neunte Teilnahme an Olympischen Sommerspielen. Die Swaziland Olympic and Commonwealth Games Association nominierte drei Athleten in zwei Sportarten.
Fahnenträger bei der Eröffnungsfeier war der Schwimmer Luke Hall.

## Teilnehmer nach Sportarten

### Leichtathletik
| Athleten           | Wettbewerb | Vorlauf      | Vorlauf | Halbfinale | Halbfinale | Finale | Finale | Rang |
| Athleten           | Wettbewerb | Zeit         | Rang    | Zeit       | Rang       | Zeit   | Rang   | Rang |
| ------------------ | ---------- | ------------ | ------- | ---------- | ---------- | ------ | ------ | ---- |
| Frauen             |            |              |         |            |            |        |        |      |
| Phumlile Ndzinisa  | 400 m      | 53,95 s      | 6       | –          | –          | –      | –      | 36   |
| Männer             |            |              |         |            |            |        |        |      |
| Sibusiso Matsenjwa | 200 m      | 20,93 s (NR) | 6       | –          | –          | –      | –      | 40   |

### Schwimmen
| Athleten  | Wettbewerb    | Vorlauf | Vorlauf | Halbfinale | Halbfinale | Finale | Finale | Rang |
| Athleten  | Wettbewerb    | Zeit    | Rang    | Zeit       | Rang       | Zeit   | Rang   | Rang |
| --------- | ------------- | ------- | ------- | ---------- | ---------- | ------ | ------ | ---- |
| Männer    |               |         |         |            |            |        |        |      |
| Luke Hall | 50 m Freistil | 23,48 s | 4       | –          | –          | –      | –      | 36   |